# Hammarplast
Hammarplast är en svensk tillverkare av plastprodukter för hem och hushåll i Tingsryd. Företaget tillverkar bland annat plastprodukter för kök och för städning, såsom hinkar av plast för att skura golv, vattenkannor och förvaringslådor.
Företaget grundades 1947 av bröderna Carl Hammargren och Hugo Hammargren som Hammargrens Industri AB. 1950-talet blev ett decennium då plast började användas i allt större omfattning, bland annat för hushållsprodukter. Under denna tid tillbverkades termoskannor med ett yttre hölje i plast. Två av Hammarplasts formgivare var Sigvard Bernadotte och Birgitta Faxe. 
Under 1960-talet var Hammarplasts produktion omfattande. Då tillverkades också möbler i plast och pulkor. 
År 1967 köptes Skaraplast, vars tillverkning av hushållsprodukter flyttades till Tingsryd. År 1970 köptes Hammarplast av Perstorp AB, varefter fabriken byggdes ut och moderniserades. Hammarplast avyttrade företaget 1985. 
Hammarplast köptes 2011 av finländska Orthex i Lojo.